# Darlington (Maryland)
Darlington es un lugar designado por el censo ubicado en el condado de Harford en el estado estadounidense de Maryland. En el Censo de 2010 tenía una población de 409 habitantes y una densidad poblacional de 150,4 personas por km².

## Geografía
Darlington se encuentra ubicado en las coordenadas 39°38′33″N 76°12′13″O / 39.64250, -76.20361. Según la Oficina del Censo de los Estados Unidos, Darlington tiene una superficie total de 2.72 km², de la cual 2.72 km² corresponden a tierra firme y (0%) 0 km² es agua.

## Demografía
Según el censo de 2010, había 409 personas residiendo en Darlington. La densidad de población era de 150,4 hab./km². De los 409 habitantes, Darlington estaba compuesto por el 89% blancos, el 6.85% eran afroamericanos, el 0.98% eran amerindios, el 0% eran asiáticos, el 0.24% eran isleños del Pacífico, el 1.22% eran de otras razas y el 1.71% pertenecían a dos o más razas. Del total de la población el 2.93% eran hispanos o latinos de cualquier raza.